# 가격지지
가격지지(價格支持, price support)는 경제학에서 보조금이나 물가통제 성격의 지원으로, 상품의 시장 가격을 경쟁적 평형 수준보다 더 높게 유지하는 것을 목적으로 한다.
가격지지제도(價格支持制度)는 정부의 명령에 의해 수행되기도 한다. 이를테면 농산물에는 가격지지제도라는 것이 있어서 농산물이 과잉이 되어 가격이 하락하는 경우에는 안정정책으로 정부가 매입하거나 융자를 해준다. 이렇게 하여 일정한 가격을 유지하려는 것이며 이와 같이 안정된 수준이 되는 가격을 지지가격이라 한다.

## 참고 문헌
- 이 문서에는 다음커뮤니케이션(현 카카오)에서 GFDL 또는 CC-SA 라이선스로 배포한 글로벌 세계대백과사전의 "지지가격" 항목을 기초로 작성된 글이 포함되어 있습니다.